# Colònia Imbern
La Colònia Imbern o El Pelut és una antiga colònia tèxtil, al terme municipal d'Orís (Osona), inclosa en l'Inventari del Patrimoni Arquitectònic de Catalunya. Altres denominacions són Colònia Ymbern, i Colònia Conangle.

## Descripció
Es tracta d'una de les colònies tèxtils més unitàries de la conca del riu Ter. Destaca per la seva singularitat arquitectònica i el seu urbanisme enjardinat. S'accedeix a la colònia per un pont de pedra sobre el riu. La disposició dels edificis industrials construïts amb pedra corejada d'estil modernista formen una plaça. Els habitatges dels obrers, així com els equipaments -fonda, botiga, safareigs, camps d'esports-, l'explotació agrícola annexa i sobretot els magnífics jardins, dissenyats per Nicolau M. Rubió i Tudurí, fan un exemple únic de colònia industrial a Catalunya. L'origen modern d' ”El Pelut” es remunta a l'any 1859 quan Joan Camps va construir una fàbrica o adoberia de pells, d'on sembla que prové el nom amb què és coneguda la fàbrica, que funciona amb l'aigua que sobra de la presa de Can Bassas. A la dècada de 1870 la fàbrica ja es dedicava a l'activitat tèxtil. El 1889 va patir un greu incendi que causà la seva aturada fins al 1892. Prèviament, el 1879, “El Pelut” ja comptava amb l'estatut de colònia industrial, i havia estat la primera a poder-se beneficiar dels seus avantatges abans que ho fessin Vila-seca, la Mambla, Salou i Còdol-Dret. L'arribada dels fabricants barcelonins Calvet el 1905 va suposar la reconversió de l'establiment industrial en una colònia de grans dimensions. La família Calvet construeix una colònia industrial de gran valor patrimonial, tot i que finalment quedà inacabada arran de la mort prematura d'Eduard Calvet. Es varen construir les edificacions industrials, un conjunt alineat de 18 habitatges dividits per l'edifici de la fonda, que funcionarà com a ocasional botiga de queviures i residència dels muntadors de pas per la colònia, uns darreres amb safareigs, pati i horts, un espai com a sala de ball d'estiu i un entorn enjardinat amb pistes d'esport. Més tard es va arribar a dur a terme la construcció d'un economat, una escola i un altre conjunt d'habitatges quan al 1923 “El Pelut” passa a mans dels industrials Ymbern, de Mataró, que mantenen l'activitat tèxtil fins al 2000, un llarg període en el qual modernitzen la producció, instal·len un alternador acoblat a la turbina per produir energia elèctrica i completen els serveis de la colònia. L'arribada de la familia Ymbern va integrar el seu cognom com a nom oficial de la colònia sent fins a dia d'avui la Colònia SA Ymbern. Sembla que la major part de les edificacions de la colònia es van construir sota les ordres de l'arquitecte Riera, fortament influït per l'escola de Gaudí. L'aspecte actual del Pelut és producte de les construccions realitzades al llarg del primer terç del segle xx, impulsat pels germans Calvet, i finalitzat pels Ymbern.

## Història

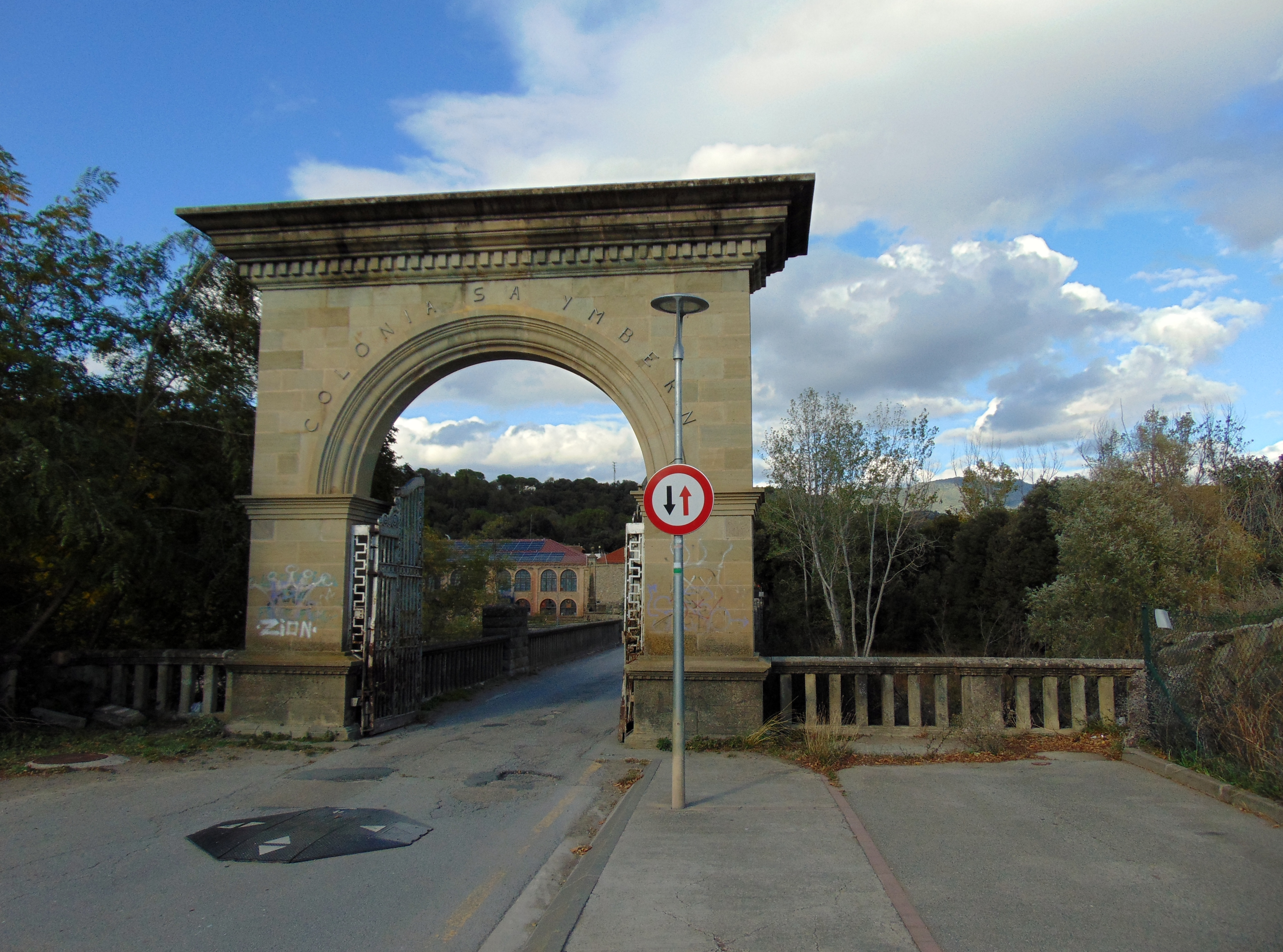
Portal d'accés al Pont del Pelut sobre el Ter i a la fàbrica

L'origen de la colònia de Conangle es remunta a l'any 1859, quan Joan Camps tramita l'expedient per obrir una fàbrica o adoberia de pells. En la dècada de 1860 la fàbrica canvià d'ús, es començaren a treballar els filats de cotó. L'establiment passà per les mans de diversos propietaris. Valentí Faht n'era el propietari l'any 1879. Aquest mateix juntament amb el fabricant Vehil van aixecar la colònia la Mambla, en el mateix terme d'Orís. L'any 1887 la fàbrica declara 4000 fusos, 14 cardes i 100 telers. El 1889 la fàbrica patí un incendi que només deixà dempeus les parets. El següent propietari fou Lluís Madirolas. Però no fou fins a l'arribada de la família Calvet que aquest establiment industrial esdevingué una gran colònia, amb tots els serveis i la incorporació d'una finca annexa dedicada a la producció agrícola.
Calvet va renovar també tant els habitatges els obrers com altres edificis i va construir un nou pont, el 1923. El projecte va ser supervisat pel mateix Gaudí, que va fer canviar la maqueta de l'església diverses vegades. El 1928 Calvet s'arruïnà i les obres quedaren aturades. El 1930 la societat Ymbern va comprar a colònia i la va posar en funcionament el 1931. L'any 1970 s'hi enregistraven 144 habitants. A partir del 1975 es va començar a abandonar gradualment, ja que els habitants es van anar comprant cases a Torelló. Els darrers habitants de la colònia procedien majoritàriament del poble de Priego, a Còrdova. L'estat actual del conjunt és d'abandonament i en procés d'enrunament. Els jardins també estan completament descuidats.